# Diaphorus varifrons
Diaphorus varifrons är en tvåvingeart som beskrevs av Becker 1918. Diaphorus varifrons ingår i släktet Diaphorus och familjen styltflugor. Inga underarter finns listade i Catalogue of Life.